# Podocarpus spathoides
Podocarpus spathoides — вид хвойних рослин родини подокарпових.

## Поширення, екологія
Країни поширення: Малайзія (півострів Малайзія). Зустрічається в низькій чагарниковій рослинності і хирлявому лісі на відкритих гірських хребтах від ≈ 1000 м над рівнем моря до вершини (1276 м над рівнем моря) на г. Офира.

## Використання
Використання не зафіксовано для цього виду.

## Загрози та охорона
Ніяких конкретних загроз виявлено не було для цього виду. Типова місцевість знаходиться в англ. Gunung Ledang National Park.